# Colibrí amazília gorjablau
El colibrí amazília gorjablau (Amazilia lactea) és una espècie d'ocell de la família dels troquílids (Trochilidae) que habita boscos de ribera, matolls i sabanes del sud de Veneçuela i est del Brasil. El colibrí amazília de Bartlett ha estat considerat tradicionalment una subespècie d'aquest.